# Брауэр (лунный кратер)
Кратер Брауэр (лат. Brouwer) — большой ударный кратер, находящийся в южном полушарии на обратной стороне Луны. Название дано в честь американского астронома голландского происхождения Дирка Брауэра (1902—1966) и голландского философа и математика Лёйтзена Эгберта Яна Брауэра (1881—1966); утверждено Международным астрономическим союзом в 1970 году. Образование кратера относится к нектарскому периоду.

## Описание кратера
Ближайшими соседями кратера являются крупный кратер Ленгмюр, частично перекрывающий западную часть вала кратера; огромный кратер Чебышёв на северо-западе; кратер Блэкетт на востоке-юго-востоке; крупный кратер Стетсон на юго-востоке и большой кратер Бюффон на юго-западе. Селенографические координаты центра кратера 35°49′ ю. ш. 124°45′ з. д. / 35,82° ю. ш. 124,75° з. д., диаметр 119,6 км, глубина 2,9 км.
За время своего существования кратер подвергся значительному разрушению последующими импактами, южная часть вала практически полностью разрушена. Высота вала над окружающей местностью 1780 м. Дно чаши кратера пересеченное, за исключением сравнительно ровной северо-западной части. Несколько юго-восточнее центра чаши кратера располагается сателлитный кратер Брауэр H (см. ниже).
На формирование кратера оказали влияние породы, выброшенные при импакте, образовавшем бассейн Моря Восточного в северо-восточном направлении от кратера.

## Сателлитные кратеры
| Брауэр | Координаты                                              | Диаметр, км |
| ------ | ------------------------------------------------------- | ----------- |
| C      | 33°34′ ю. ш. 122°19′ з. д. / 33,56° ю. ш. 122,32° з. д. | 23,4        |
| H      | 36°05′ ю. ш. 124°45′ з. д. / 36,09° ю. ш. 124,75° з. д. | 17,8        |
| P      | 38°55′ ю. ш. 126°38′ з. д. / 38,91° ю. ш. 126,63° з. д. | 27,4        |